# Bernat de Tremelay
Bernat de Tremelay  (Saint-Claude, 1100 — Ascaló, 16 d'agost de 1153) va ser el quart Gran Mestre de l'Orde del Temple (entre juny de 1151 i el 16 agost 1153).

## Altres noms
També se'l coneix com:
- Bernat de Tramelay (pronunciat|tramelé|)
- Bernat de Tremelay
- Bernat de Dramelay
- Bernat de Dramelet

## Biografia
Borganyès de naixement i antic comanador de Dole, al Franc Comtat, és possible que passés a un mestre anomenat Hugues, l'existència sembla bastant dubtosa, ja que només el cita de Cangas.
Bernat de Tremelay va néixer al castell del mateix nom en els voltants de Saint-Claude (a la regió del Jura). En 1151 va ser elegit per succeir Evrard des Barrès, després que un tal Hugues hagués assumit un període d'interregne fins que l'anterior gran mestre va confirmar la seva dimissió.
Balduí III ofereix a l'Ordre la ciutadella en ruïnes de Gaza (en Terra Santa).
Segons els cronistes de les croades, Bernat de Tremblay va reconstruir la ciutat.
L'arquebisbe i historiador Guillem de Tir (1130-1185) va escriure:
«Aquests monjos-guerrers, gent plena de coratge, van acabar de fortificar aquesta ciutat elevant torrasses i noves trinxeres, que van fer d'ella una plaça d'armes inexpugnable, des d'on van reprimir les aventures de la guarnició d'Ascaló i van forçar per fi als sarraïns a tancar-se en les seves muralles».
En 1153, els templers participen en el setge d'Ascaló, que Balduí III vol arrabassar als egipcis. Els templers construeixen una torre d'assalt que els assetjats aconsegueixen incendiar. Però el vent, que bufa les flames sobre les muralles, obre una bretxa a través de la qual es precipiten els templers. Bernat de Tramelay, al capdavant dels seus homes, dirigeix l'assalt sense advertir-ne Balduí III.
Segons Guillem de Tir (que els envejava): «Ho va fer perquè no volia compartir amb ell el botí». Segons altres cronistes, en canvi, ho va fer simplement perquè, en la voràgine de l'acció, no va arribar a pensar en això.
Aquesta omissió la va pagar amb la seva vida i la dels seus escortes. Perquè els assetjats, en comprovar el petit nombre dels atacants (una quarantena), carreguen contra ells i els massacren. Els seus cossos van ser exposats sobre les muralles i els seus caps tallats són enviades al soldà, a Egipte. Després els sarraïns arriben fins al campament de Balduí III.
El combat va ser sagnant, i durant força temps el seu resultat va ser incert. Els croats van derrotar els assetjats gràcies als templers que havien romàs al costat del rei de Jerusalem.
El 19 d'agost de 1153, l'estendard templer oneja sobre les muralles d'Ascaló. El coratge extraordinari amb el qual han conduït els templers en el moment de la batalla és lloat en totes les corts d'Occident i el papa Anastasi IV els concedeix nous privilegis. André de Montbard li passa al cap de l'ordre.
Va morir lluitant en la batalla d'Ascaló, juntament amb tots els templers que estaven sota les seves ordres, en el transcurs del penúltim assalt el 14 d'agost de 1153, poc abans la presa de la ciutat.
El registre de defuncions de la parròquia de Reims assenyala la seva mort el 17 de les calendes de setembre, és a dir, el 16 d'agost.
Això es correspon amb les dates de les cròniques, ja que Ascaló va caure en mans de Balduí III el 19 d'agost d'aquest mateix any (1153).